# Gene Cross
Gene Cross (Chicago, 20 dicembre 1971) è un allenatore di pallacanestro statunitense.